# Ontojärvi och Nurmesjärvi
Ontojärvi och Nurmesjärvi är en sjö i Finland. Den ligger i kommunen Kuhmo i landskapet Kajanaland, i den centrala delen av landet, 500 km nordost om huvudstaden Helsingfors. Ontojärvi och Nurmesjärvi ligger 159,2 meter över havet. Den är 29 meter djup. Arean är 104,57 kvadratkilometer och strandlinjen är 315,87 kilometer lång. Sjön  ingår i Uleälvens huvudavrinningsområde. 